# Бледная береговушка
Бледная берегову́шка (лат. Riparia diluta) — вид перелётных воробьиных птиц из семейства ласточковых (Hirundinidae). Очень похожа на близкий вид того же рода — береговушку.

## Описание
Окраской и внешним видом очень похожа на береговушку, но светлее, с неясной, расплывчатой перевязью на груди. Масса птиц составляет 9—16 г.

## Распространение
Центральная и Восточная Азия, азиатская часть России, Казахстан, республики Средней Азии.

### Места обитания
Обитает вдоль обрывистых песчаных берегов рек, у песчаных или щебёночных карьеров. Во время зимней миграции также держится недалеко от воды.